# Takuji Yokoyama
Takuji Yokoyama (født 19. april 1990) er en japansk fodboldspiller.
Han har spillet for flere forskellige klubber i sin karriere, herunder Grulla Morioka.